# 楽天GIGランド
『楽天GIGランド』（らくてんギグランド）は、1992年10月14日から1993年9月23日まで名古屋テレビで放送されていた音楽バラエティ番組である。郵便局の簡易保険（現・かんぽ生命）ならびに東海郵政局の単独提供。

## 放送時間
いずれも日本標準時。
- 水曜 19:00 - 19:30 （1992年10月14日 - 1993年9月22日） - 『水曜特バン!』の放送がある週には放送休止。
- 木曜 17:00 - 18:00 （1993年9月23日） - 最終回は夕方のテレビアニメ再放送枠を使って放送。この回のみ60分番組として放送された。

## 出演者

### 司会
- 中島啓江 - 1993年3月まで出演。
- ゆうゆ - 1993年3月まで出演。
- 栗山英樹 - 1993年3月まで出演。
- うじきつよし - 1993年4月から出演[1]。
- 松本伊代 - 1993年4月から出演[1]。

### その他の主な出演者
- 楽天GIG隊
- 星恭博（名古屋テレビアナウンサー）
- ピアニカ前田
- 吉田明彦
- AMAZONS - 1993年4月から出演[3]。

## エンディングテーマ
- Rain （AMAZONS）